# Тьюника (округ)
Округ Тьюника (англ. Tunica County) — округ штата Миссисипи, США. Население округа на 2000 год составляло 9227 человек. Административный центр округа — город Тьюника.

## История
Округ Тьюника основан в 1836 году.

## География
Округ занимает площадь 1178.4 км2.

## Демография
Согласно переписи населения 2000 года, в округе Тьюника проживало 9227 человек (данные Бюро переписи населения США). Плотность населения составляла 7.8 человек на квадратный километр.